# 355029 Herve
355029 Herve è un asteroide della fascia principale. Scoperto nel 2006, presenta un'orbita caratterizzata da un semiasse maggiore pari a 2,7194975 UA e da un'eccentricità di 0,1592780, inclinata di 13,86900° rispetto all'eclittica.